# Omar Visintin
Omar Visintin, né le 22 octobre 1989 à Merano, est un snowboardeur italien spécialisé dans les épreuves de snowboardcross. Il est le vainqueur de la Coupe du monde de snowboardcross en 2013-2014.

## Palmarès

### Jeux olympiques
- Sotchi 2014 : 12e en snowboardcross.
- Pékin 2022 :  Médaille de bronze en snowboardcross.
- Pékin 2022 :  Médaille d'argent en snowboardcross par équipe.

### Championnats du monde
- Championnats du monde 2023 à Bakuriani (Géorgie) :
  -  Médaille de bronze en cross.

### Coupe du monde
- 1 gros globe de cristal :
  - Vainqueur du classement du snowboard cross en 2014.
- 21 podiums en cross dont 6 victoires :

#### Détails des victoires en Coupe du monde
| Épreuve / Édition | Snowboard Cross  |
| ----------------- | ---------------- |
| 2012-2013         | Montafon         |
| 2013-2014         | Vallnord-Arcalis |
| 2017-2018         | Cervinia Erzurum |
| 2019-2020         | Big White        |
| 2020-2021         | Bakuriani        |